# Long Ashton
Long Ashton is een civil parish in het bestuurlijke gebied North Somerset, in het Engelse graafschap Somerset met 6044 inwoners.